# Светски дан млека
Светски дан млека је основан од стране Организације за храну и пољопривреду (ФАО, енгл. Food and Agriculture Organization) Уједињених нација како би признали важност млека као светске хране. Светски дан млека се обележава 1. јуна сваке године од 2001. године. Циљ празника је да пружи пажњу на активности које су повезане са млекарством.

## Историја
Светски дан млека први пут је одређен од стране ФАО 2001. године. Први јун је изабран за датум јер су многе државе већ прослављале дан млека током тог периода године.
Дан млека пружа могућност да се пажња фокусира на млеко и подигне свест о делу млечних производа у здравим дијетама и одговорној производњи хране. Ово је извучено из података ФАО-а који показују да млекарски сектор подржава више од милијарду људи и њихових домаћинстава, а да више од шест милијарди људи широм света користи млекаре. Чињеница да су многе земље одлучиле да то учине истог дана даје додатни значај појединачним националним прославама и показује да је млеко глобална храна.
У 2016. години, Светски дан млека прослављен је у преко 40 земаља. Активности су укључивале маратоне и породичне програме, демонстрације муже и посете фармама, активности у школи, концерте, конференције и семинаре, такмичења и низ догађаја који се фокусирају на промовисање вредности млека и илуструју важну улогу коју има млечна индустрија у националној економији.
У 2018. години, забележено је 585 догађаја за Светски дан лека у 72 државе и 1,1 милијарду утисака на друштвеним мрежама са хештегом #WorldMilkDay и #RaiseAGlass. Ово представља четвороструко повећање утисака у односу на 2017. годину.

## Контроверзе
Упркос неодољивој позитивној реакцији на Светски дан млека глобално, поједине особе покушавају да промовиу властиту агенду против млекара и дезинформације као што су "забринутост због неоснованих здравствених тврдњи млекаре, као и препознавање злопуотребе животиња у млекарској индустрији". Ово укључује покуај да се 22. августа направи "Светски дан биљног млека", које је имало важну одлику да ФАО није признавала тај дан, или било које управно или политичко тело. Кретање је промовисано употребом хештега #WorldPlantMilkDay.